# Корчак Дарія Яківна
Корчак (Боровик) Дарія Яківна (нар. 21 серпня 1933 року – пом. 11 лютого 2019 року, Львівська область) – діячка ОУН, матір Героя Небесної Сотні Корчака Андрія Богдановича.

## Біографія
Дарія Корчак з роду Боровик народилася 21 серпня 1933 року в с. Забір’я на Львівщині в родині греко-католицького священника Якова Боровика, який активно займався просвітницькою діяльністю, створив у селі культурний осередок (кооператива, читальня "Просвіта", "Союз українок", Марійське товариство, дитячий садок). Після Львівського псевдособору у 1946 році отець Яків продовжив душпастирську діяльність в підпіллі, не перейшовши в структуру РПЦ. У 1949 році священника заарештували радянські каральні органи. Після восьми місяців слідства Якова Боровика засудили до 10 років виправно-трудових таборів. Працювати довелося на будівництві залізниць та вирубці лісів у Кіровській області. Звільнився Яків Боровик у 1958 році і після повернення служив на парафії у селі Губичі (нині – це околиця Борислава на Львівщині), проте перебував під наглядом радянської влади аж до своєї смерті у 1974 році.
Дарія навчалася у м. Дрогобич і там приєдналася до національного Руху Опору. Розповсюджувала антирадянські листівки, про що пізніше згадувала так: "Мали знайомих хлопців, які належали до організації (ОУН. – Ред.), а ми ще тоді в ній не були, бо надто малі. Вони нам постачали листівки, різні відозви, газети антирадянські. Ми то все розповсюджували. А потім самі складали невеликий текст: “Геть більшовицьке ярмо з України”, “Геть колгоспний лад”, “Нехай живе Українська самостійна, незалежна держава”. Різні речення писали, але в кінці кожної листівки завжди було “Смерть Сталіну”. Пізніше вступила до молодіжної націоналістичної організації "Сонце", за що була арештована у 1951 році НКВД. Спочатку її допитували, а потім відправили в тюрму на Лонцького, згодом – в Бриґідки, де, незважаючи на тортури, жінка вперто повторювала, що нічого не знає. Дарію засудили до 25 років ув’язнення в особливому таборі для політв’язнів "Озерлаг" біля міста Тайшет (нині Іркутська область РФ), де вона працювала на лісоповалі, а згодом на будівництві залізної дороги.
Дарія змогла вийти на волю у 1955 році після смерті Сталіна. Під час амністії її справу переглянули та зменшили вирок. Свого майбутнього чоловіка Богдана Корчака зустріла у таборі. Він відбув 10 років заслання в Горьківській області РРФСР. Подружжя виховало трьох дітей. 
Померла 11 лютого 2019 року і похована у м. Стрий.

## Громадсько-політична діяльність в незалежній Україні
Дарія Корчак була активною учасницею громадсько-політичного руху, членкинею товариства «Спілка політв’язнів», «Союз українок», хору політв’язнів «Легенда», авторкою книги «Побачене і пережите: спогади політв’язня» (видання вийшло друком у 2016 році за фінансової підтримки голови Стрийської МО «БПП «Солідарність» Сергія Ковальчука).
Її син Андрій Корчак боровся за Україну під час Революції Гідності та став Героєм Небесної Сотні. 